# Geotrupes meridionalis
Geotrupes meridionalis es una especie de coleóptero de la familia Geotrupidae.

## Distribución geográfica
Habita en Santo Domingo (República Dominicana).